# Systema Vegetabilium, editio decima sexta
Systema Vegetabilium, editio decima sexta (abreviado Syst. Veg. (ed. 16)) fue un libro ilustrado con descripciones botánicas que fue editado por el botánico y médico alemán Curt Polycarp Joachim Sprengel. Fue publicado en 5 volúmenes en los años 1824-1828.